# 무코가와신역
무코가와신역(武庫川新駅)은 한큐전철이 고베 본선에 설치할 예정인 신역의 가칭으로, 2022년 11월 1일 니시노미야시, 아마가사키시, 한큐전철이 신역의 설치를 발표했다. 역의 위치는 무코노소역과 니시노미야키타구치역 사이에 무코가와 강 위에 설치되며, 오른쪽 강변(니시노미야시 쪽(서쪽)과 왼쪽 강변(아마가사키시 쪽(동쪽))에 개찰구가 설치될 예정이다.